# أرقام غبارية
الأرقام الغبارية (وقيل طريقة الغبار وحروف الغبار وعلم الغبار) اسم للأرقام العربية، تمييزا لها من حروف حساب الجمل.

## وجه التسمية
قيل أن من اثني عشر اسما للأعداد (من واحد إلى عشرة والمائة والألف) يتركب ما غبر أي ما بقي من الأسماء، كما ورد في منية الحساب لابن غازي. وقيل وجه التسمية أن الحساب الغباري خلاف الحساب الهوائي (الذهني). وقيل لأن واضعه كان يغبر اللوح وينقش فيه الأشكال.

## الاشتقاق
اشتقت الحروف الغبارية من الحروف العربية، ذلك ما جاء في دراسة.